# Epelis roscidaria
Epelis roscidaria är en fjärilsart som beskrevs av Jacob Hübner 1823. Epelis roscidaria ingår i släktet Epelis och familjen mätare. Inga underarter finns listade i Catalogue of Life.